# Marie-Claude Mattéi-Müller
Marie-Claude Mattéi-Müller (1947) es una antropóloga y etnolingüista franco-venezolana, profesora de la Universidad Central de Venezuela. 

## Biografía
Naciò en Argelia y pertenecía a la minoría no arábe de Argelia por su madre marroquí y padre italiano. Con la muerte de su padre en la guerra por la independencia de Argelia, se fue a París, donde se convierte en una pied noir (pies negros), nombre con el que se identificaba de forma despectiva a las personas argelinas que abandonaron su país. En América Latina quedó atrapada por la cultura, las lenguas, las costumbres de la población indígena y sin apoyo de ninguna organización decidió investigar y documentar su cultura.
Catedrática de Literatura, su trabajo ha obtenido un gran reconocimiento. Ha asesorado al Congreso venezolano en la redacción de leyes a favor de los pueblos indígenas. Ha realizado numerosos trabajos en torno a los idiomas indígenas en Venezuela. Entre los idiomas sobre los que ha producido obras especializadas se encuentran los idiomas yanomamö, panare, mapoyo, hodï y yawarana.

## Obra
- Henley, Paul; Marie-Claude Mattéi-Müller y Howard Reid (1996): "Cultural and linguistic affinities of the foraging people of North Amazonia: a new perspective"; Antropológica 83: 3-37. Caracas.
- Marie-Claude Mattéi-Müller: Diccionario ilustrado Panare-Español Español-Panare
- Marie-Claude Mattéi-Müller (2007) Lengua y cultura yanomami: diccionario ilustrado yanomami-español / español-yanomami.

## Premios y reconocimientos
- Ha trabajado en el diseño de políticas de desarrollo de los pueblos indígenas y colabora con varias instituciones: Comisión Nacional de Cultura y Educación de los Pueblos Indígenas, Instituto Nacional de Estadística (Venezuela) y la UNESCO.
- Fue una de las quince personas expertas seleccionados por la UNESCO para participar en la reunión «Asegurando la transmisión del conocimiento local y autóctono de la naturaleza», Nagoya, Japón, abril de 2005.
- En 2009 Mattéi-Müller recibió junto a su compañero de trabajo, Jacinto Serowe, el premio nacional de Ciencia y Tecnología en su mención Ciencias Sociales.[3]